# Maria von den Wundern Jesu

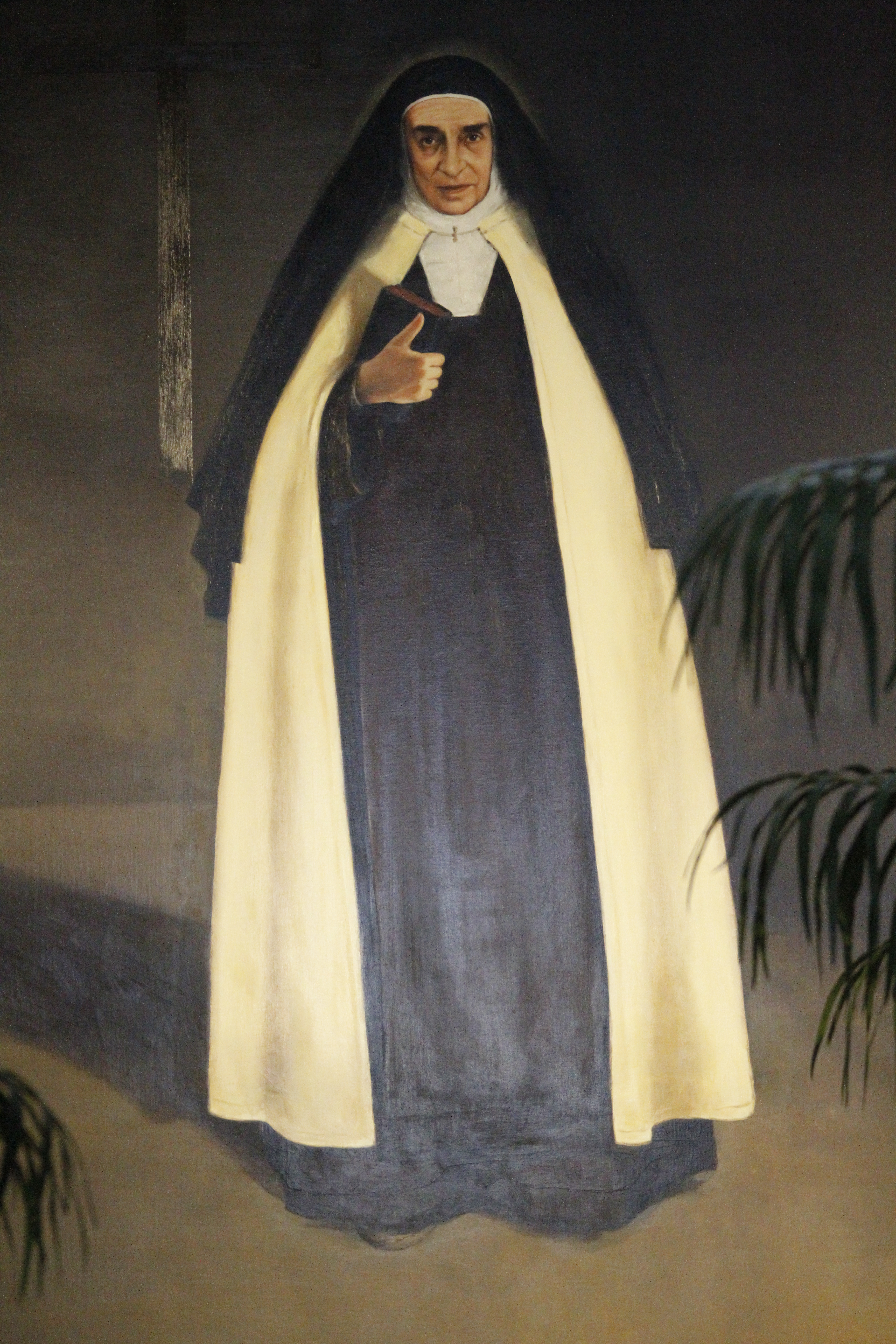
Die hl. Maria von den Wundern Jesu, Ölbild in der Kathedrale von Almudena

Maria von den Wundern Jesu (span. María Maravillas de Jesús, gebürtig Pidal y Chico de Guzman) (* 4. November 1891 in Madrid, Spanien; † 11. Dezember 1974 in La Aldehuela bei Madrid) war eine spanische unbeschuhte Karmelitin. Sie wird in der katholischen Kirche als Heilige verehrt.

## Leben
Maria Pidal, Tochter des Botschafters von Spanien beim Heiligen Stuhl, gelobte schon mit fünf Jahren ewige Jungfräulichkeit und widmete sich früh Werken der Nächstenliebe. 1919 trat sie bei den Unbeschuhten Karmelitinnen ein und nahm zur Einkleidung den Ordensnamen Maria von den Wundern Jesu an. 1926 gründete Sr. Maravillas mit drei weiteren Nonnen einen Karmel am Cerre de los Angeles und wurde dort zur Priorin gewählt.
Auf Bitten des örtlichen Bischofs gründete sie 1933 ein Karmelitinnenkloster in Kottayam in Indien, von dem wiederum mehrere Neugründungen ausgingen. Im Spanischen Bürgerkrieg wurden die Karmelitinnen verfolgt und unter Hausarrest gestellt. 1937 siedelte sich der Konvent in Las Batuecas bei Salamanca neu an und konnte 1939 in den zerstörten Karmel am Cerre de los Angeles zurückkehren, den die Nonnen neu errichteten. In den folgenden Jahren konnte Sr. Maravillas mehrere neue Karmelitinnenkonvente in Spanien gründen. Maria von den Wundern Jesu wurde von Papst Johannes Paul II. 1998 selig- und am 4. Mai 2003 in Madrid heiliggesprochen. Ihr Gedenktag in der Liturgie ist der 11. Dezember.